# مرکوریانا
مرکوریانا (نام علمی: Mercurana myristicapalustris) نام یک گونه از تیره قورباغه‌های بوته‌زار است.
این گونه در سال ۲۰۱۳ کشف و به احترام خواننده مطرح بریتانیایی، فردی مرکوری، مرکوریانا نام گذاری شد. به نظر می‌رسد دلیل این نام‌گذاری تأثیر موسیقی مرکوری بر کاشفان بوده‌است. همچنین، محل کشف این گونه قورباغه (کرالا هند) در نزدیکی جایی قرار دارد که مرکوری بیشتر دوران کودکی خود را در آنجا گذارنده است.